# Muhlenbergia filiformis
Muhlenbergia filiformis är en gräsart som först beskrevs av George Thurber, och fick sitt nu gällande namn av Per Axel Rydberg. Muhlenbergia filiformis ingår i släktet muhlygräs, och familjen gräs. Inga underarter finns listade i Catalogue of Life.